# André Pradeau
André Pradeau (* 9. Mai 1898 in Villetoureix, Département Dordogne; † 20. Januar 1977 in Ribérac) war ein französischer Politiker der SFIO. Von 1951 bis 1955 war er Abgeordneter der Nationalversammlung.

## Leben und Werdegang

### Frühes Leben und Einstieg in die Politik
Pradeau wuchs als Sohn eines Zustellers und einer Landarbeiterin im südwestfranzösischen Département Dordogne auf. Von 1916 an kämpfte er für sein Heimatland im Ersten Weltkrieg und wurde 1919 wieder von seinen militärischen Pflichten entbunden. Anschließend führte er verschiedene Berufe aus und war unter anderem Landarbeiter und Versicherungsagent. Dazu war er für die sozialistische Partei SFIO aktiv und wurde 1929 zum Bürgermeister seiner Heimatgemeinde Villetoureix gewählt, was er über einen Zeitraum von 42 Jahren bis 1971 blieb. In den 1930er-Jahren schaffte er darüber hinaus den Einzug in den Rat des Arrondissements Périgueux. 1936 trat er für die Sozialisten bei den Parlamentswahlen an, verfehlte einen möglichen Wahlerfolg aber deutlich. Während des Zweiten Weltkriegs und der von 1940 bis 1944 andauernden deutschen Besatzung gehörte er der Résistancebewegung an, die Widerstand gegen die Besatzer leistete. Für seine Verdienste aus dieser Zeit wurde er mit der Médaille de la Résistance ausgezeichnet.

### Wirken in der Vierten Republik
1945 gelang ihm in der Frühphase des Bestehens der Vierten Republik der Sprung in den Generalrat des Départements Dordogne. Bei den Parlamentswahlen im selben Jahr trat er als Drittplatzierter auf der Liste der SFIO für die Dordogne an, was jedoch nicht für den Einzug in die Nationalversammlung reichte. Im Juni 1946 misslang ihm dies erneut und bei der Wahl zur ersten regulären Nationalversammlung, die die vorausgehenden Übergangsparlamente ablösen sollte, stieg er im November 1946 zum Listenzweiten auf, doch seine Partei gewann anders als noch 1945 nur noch einen Sitz. Bei den Wahlen 1951 war er ein weiteres Mal auf dem zweiten Platz gesetzt und war damit letztlich erfolgreich. Er wurde zum Volksvertreter in der Pariser Nationalversammlung, wo er der Kommission für Rentenfragen angehörte. Im Januar 1954 wurde er zudem in die Kommission für die industrielle Produktion aufgenommen. Dazu nahm er regelmäßig an Debatten zu Fragen des Staatshaushaltes teil. Im Dezember 1955 lief sein Mandat aus und er bemühte sich bei den Parlamentswahlen im Januar 1956 um seine Wiederwahl, wobei er als Listenzweiter gesetzt war, jedoch an einer Verlängerung seiner Zeit in der Nationalversammlung scheiterte. Dies bedeutete das Ende seiner Tätigkeit in der nationalen Politik, auch wenn er auf lokaler Ebene weiterhin politisch tätig war. 1977 starb der dreifache Familienvater, der Mitglied der Ehrenlegion war, im Alter von 78 Jahren.